# Teken van tegenspraak
Teken van tegenspraak is een hoorspel van Dieter Kühn, dat in 1965 onder de titel Das Ärgernis door de Saarländischer Rundfunk werd uitgezonden. De VPRO zond het op vrijdag 2 december 1966 in de regie van Coos Mulder uit. De vertaling was van M. van Severijnen en het duurde 78 minuten.

## Rolbezetting
- Eva Janssen (mevrouw Ebbinghaus)
- Paul van der Lek (dominee Ebbinghaus)
- Wam Heskes (dominee Thomanek)
- Frans Somers (kerkvoogd Osterloh)
- Jos van Turenhout (kerkeraadslid Neumeyer)
- Louis de Bree (kerkeraadslid Hächler)
- Han König (assessor Bongard)
- Johan Walhain (superintendant Falk)
- Willy Ruys (burgemeester Schmidt-Leonhardt)
- Dick Scheffer (fractievoorzitter Wolters)
- Paul Deen (gemeenteraadslid Weber)
- Huib Orizand (leraar Jaenisch)
- Hans Karsenbarg (Jürgen Dammertz)
- Gerard Schild (heer Dammertz)
- Jeanne Verstraete (mevrouw Dammertz)
- Harry Bronk (Widmann)
- Hans Veerman (Vogt)
- Jacques Snoek (hoofd representatie en publiciteit Rieth)
- Nel Snel (mevrouw Osterloh)
- Piet Ekel (majoor Hübner & Pesch)
- Donald de Marcas (aankondigingen)

## Inhoud
Dieter Kühn heeft veel van zijn hoorspelen gewijd aan de ontrafeling van de praktijken van totalitaire staatsapparaten. Bijna altijd bediende hij zich daarbij van parabels. In dit hoorspel pakt hij een probleem aan dat hij in realistische - zij het niet authentieke - handeling heeft vervat.
In het middelpunt van de discussies staat dominee Ebbinghaus, die met zijn hele gemeente in conflict raakt omdat hij de consequenties van het christendom ook in de politiek niet wil uit de weg gaan. Hij staat bekend als een pacifist. In de kerkeraad melden zich daarom bezorgde stemmen.
Als in een schoolkrant een artikel verschijnt dat een kritisch geluid laat horen over de strijdkrachten, wordt Ebbinghaus daarvoor indirect verantwoordelijk gesteld. Hij gaat in zijn preken achter de schrijver van het artikel staan en vraagt, of atoombewapening en christendom wel samengaan. Met deze vraagstelling geeft hij degenen die die gewaarschuwd hebben voor zijn aanstelling. Ze slagen erin de domine zozeer te isoleren dat hij "het niet meer weet".